# FC Konflikt Praha
FC Konflikt Praha byl český futsalový klub z Prahy. Klub byl založen v roce 1991 a zanikl v roce 1994.
Největším úspěchem klubu byla jednoroční účast v nejvyšší soutěži (1993/94).

## Umístění v jednotlivých sezonách
Zdroj: 
Legenda: Z - zápasy, V - výhry, R - remízy, P - porážky, VG - vstřelené góly, OG - obdržené góly, +/- - rozdíl skóre, B - body, červené podbarvení - sestup, zelené podbarvení - postup, fialové podbarvení - reorganizace, změna skupiny či soutěže
| Česko (1993 – 1994) |                    |        |    |   |   |    |    |     |     |    |       |          |
| Sezóny              | Liga               | Úroveň | Z  | V | R | P  | VG | OG  | +/- | B  | P. ZČ | Play-off |
| 1993/94             | 1. celostátní liga | 1      | 30 | 9 | 2 | 19 | 66 | 111 | -45 | 20 | 13.   |          |